# Прудовский сельсовет
Прудовский сельсове́т — сельское поселение в составе Краснобаковского района Нижегородской области. Административный центр — посёлок Пруды.

## История
Статус и границы сельского поселения установлены Законом Нижегородской области от 15 июня 2004 года № 60-З «О наделении муниципальных образований - городов, рабочих посёлков и сельсоветов Нижегородской области статусом городского, сельского поселения».
Законом Нижегородской области от 11 августа 2009 года № 123-З сельские поселения Прудовский сельсовет и Чемашихинский сельсовет объединены в сельское поселение Прудовский сельсовет.

## Население
| 2002  | 2010  | 2012  | 2013  | 2014  | 2015  | 2016  |
| ----- | ----- | ----- | ----- | ----- | ----- | ----- |
| 5236  | ↘4267 | ↘4191 | ↘4118 | ↘4092 | ↘4032 | ↘3991 |
| 2017  | 2018  | 2019  | 2020  | 2021  |       |       |
| ↘3957 | ↘3933 | ↘3877 | ↘3850 | ↘2722 |       |       |

## Состав сельского поселения
| №  | Населённый пункт | Тип населённого пункта          | Население |
| -- | ---------------- | ------------------------------- | --------- |
| 1  | Баландиха        | деревня                         | ↘42       |
| 2  | Желтовка         | деревня                         | ↘7        |
| 3  | Зашильское       | деревня                         | ↘9        |
| 4  | Лопатино         | деревня                         | ↘8        |
| 5  | Патракеево       | деревня                         | ↘1        |
| 6  | Пруды            | посёлок, административный центр | ↘3274     |
| 7  | Сквозники        | село                            | ↘16       |
| 8  | Сластники        | деревня                         | ↘7        |
| 9  | Слониха          | деревня                         | ↘20       |
| 10 | Софоново         | деревня                         | ↘11       |
| 11 | Труфаново        | деревня                         | →0        |
| 12 | Трухино          | деревня                         | ↘4        |
| 13 | Чемашиха         | село                            | ↘276      |
| 14 | Черепаниха       | деревня                         | ↘22       |
| 15 | Чибирь           | посёлок                         | ↘570      |